# 1452
1452 (MCDLII) var ett skottår som började en lördag i den julianska kalendern.

## Händelser

### Vintern
- Vintern – Svenskarna besegrar danskarna i slaget vid Dalby.

### Februari
- Februari – Svenskarna härjar Skåne och Halland.

### April
- 25 april – Karl Knutsson (Bonde) tar initiativ till att avsätta Vadstena klosters abbedissa (Kristian I:s moster) och generalkonfessor.

### Juni
- 18 juni – Dum Diversas utfärdas.

### Sommaren
- Sommaren – Svenskarna besegrar danskarna i slaget på Käpplingeholmen.

### Oktober
- Oktober – Rumlaborg (i nuvarande Huskvarna) kapitulerar för svenskarna.

### November
- 15 november – Appenzell blir en associerad medlem av Schweiziska edsförbundet.[1]

### Okänt datum
- Danskarna faller in i Västergötland från Halland samt genomför ett flottangrepp mot Stockholm.
- Svenskarna besegrar danskarna i slaget i Tiveden.
- Svenskarna besegrar danskarna i slaget vid Narbäck.
- Svenskarna besegrar danskarna i Tord Bondes strid vid Lödöse.
- Det pågående kriget mellan Sverige och Danmark är ett av de få under senmedeltiden då allmogen accepterar regelrätta soldatutskrivningar.

## Födda
- 6 februari  – Johanna av Portugal, portugisisk prinsessa, regent och nunna.
- 10 mars – Ferdinand II, kung av Aragonien, Kastilien, Sicilien, Neapel och Navarra samt greve av Barcelona.
- 15 april – Leonardo da Vinci, italiensk målare, skulptör, naturvetare och arkitekt.
- 27 juli – Ludovico Sforza, italiensk hertig.
- 21 september – Girolamo Savonarola, italiensk dominikan och botpredikant.
- 2 oktober – Rikard III, kung av England och herre över Irland 1483–1485.

## Avlidna
- Onorata Rodiana, italiensk målare och kondottiär.
- Munjong av Joseon, koreansk monark.

### Fotnoter
1. ↑  World Statesmen (läst 7 april 2011)